# Universidade Norton
Universidade Norton (em khmer: សាកលវិទ្យាល័យ ន័រតុន ; em inglês: Norton University) é uma universidade privada no Camboja, registrada no Ministério da Educação, Juventude e Desporto. Foi criada em 1996. A universidade foi uma das primeiras instituições de ensino privadas do Camboja.
Em 2006, Tom Chandler, um especialista em modelagem 3-D da Universidade Monash, em Melbourne foi convidado para Norton como um membro sênior. O objetivo da comunhão era introduzir a arquitetura e a ciência voltada para estudantes de animação e especializada em técnicas de modelagem, para permitir-lhes aprender a reproduzir digitalmente o seu próprio património, utilizando técnicas 3-D.
A Universidade Norton é considerada o melhor centro de educação de tecnologia e informática no Camboja, e foi escolhida pela National ICT Development Authority (NIDA) e pelos Ministério da Pós-Telecomunicações (MPTC) e International Data Group (IDG) para receber o prêmio em honra oficial em 2010. A universidade tem dois campus, ambos situados em Phnom Penh, capital do país. O atual reitor e o vice-Reitor da Universidade Norton são os professores Chan Sok Khieng e Un Van Thouen, respectivamente.